# Кула (город, Болгария)
Ку́ла (болг. Кула) — город в Болгарии. Находится в Видинской области, входит в общину Кула. Население составляет 2674 человека (2022).

## История
3—4 ноября 1885 года, в ходе Сербско-болгарской войны, здесь произошел один из боёв между противоборствующими сторонами.
Во время Второй мировой войны 13 сентября 1944 года у города Кула Видинский партизанский отряд им. Г. Бенковского и присоединившиеся к партизанам солдаты болгарской армии вступили в бой с наступавшими немецкими подразделениями. Боевые действия продолжались до 17 сентября 1944 года и завершились отступлением немецких войск после того, как в бой вступили прибывшие советские войска - и советские "катюши" нанесли залп по немецким войскам. В память об этом сражении 1947 году в центре города был установлен памятник.